# CASP
CASP (Critical Assessment of Techniques for Protein Structure Prediction; dt.: kritische Überprüfung von Techniken zur Vorhersage von Proteinstrukturen) ist ein seit 1994 zweijährlich stattfindendes Gemeinschaftsexperiment (häufig auch als Wettbewerb bezeichnet), veranstaltet von der  University of California, Davis und unterstützt durch das National Institutes of Health und die US National Library of Medicine.
CASP bietet Forschergruppen die Möglichkeit, die Qualität ihrer Methoden zur Vorhersage von Proteinstrukturen ausgehend von der Primärstruktur zu testen und sich einen Überblick über den aktuellen Stand auf diesem Forschungsgebiet zu verschaffen.
Dazu werden noch nicht veröffentlichte Proteinstrukturen als Vorgabe für die Berechnungen verwendet und die Ergebnisse der Berechnungen dann mit experimentellen Laborergebnissen verglichen. Werden dabei (zum Beispiel unter Einsatz von Sequenzalignment-Methoden wie BLAST oder FASTA) Ähnlichkeiten zu bereits bekannten Proteinen gefunden, kann mittels vergleichender Proteinmodellierung versucht werden, die Tertiärstruktur vorherzusagen. Andernfalls müssen zu diesem Zweck Methoden wie die de novo-Strukturvorhersage verwendet werden.
Die CASP-Ergebnisse werden eingeteilt in verschiedene Kategorien veröffentlicht.
Einige der teilnehmenden Gruppen setzen Werkzeuge des verteilten Rechnens ein, um ihre Methoden fortlaufend zu verbessern und zu testen (z. B. Rosetta@home, POEM@home).
In den Jahren 2018 und 2020 wurde der Wettbewerb von AlphaFold mithilfe von Deep Learning gewonnen.